# Speedcubing

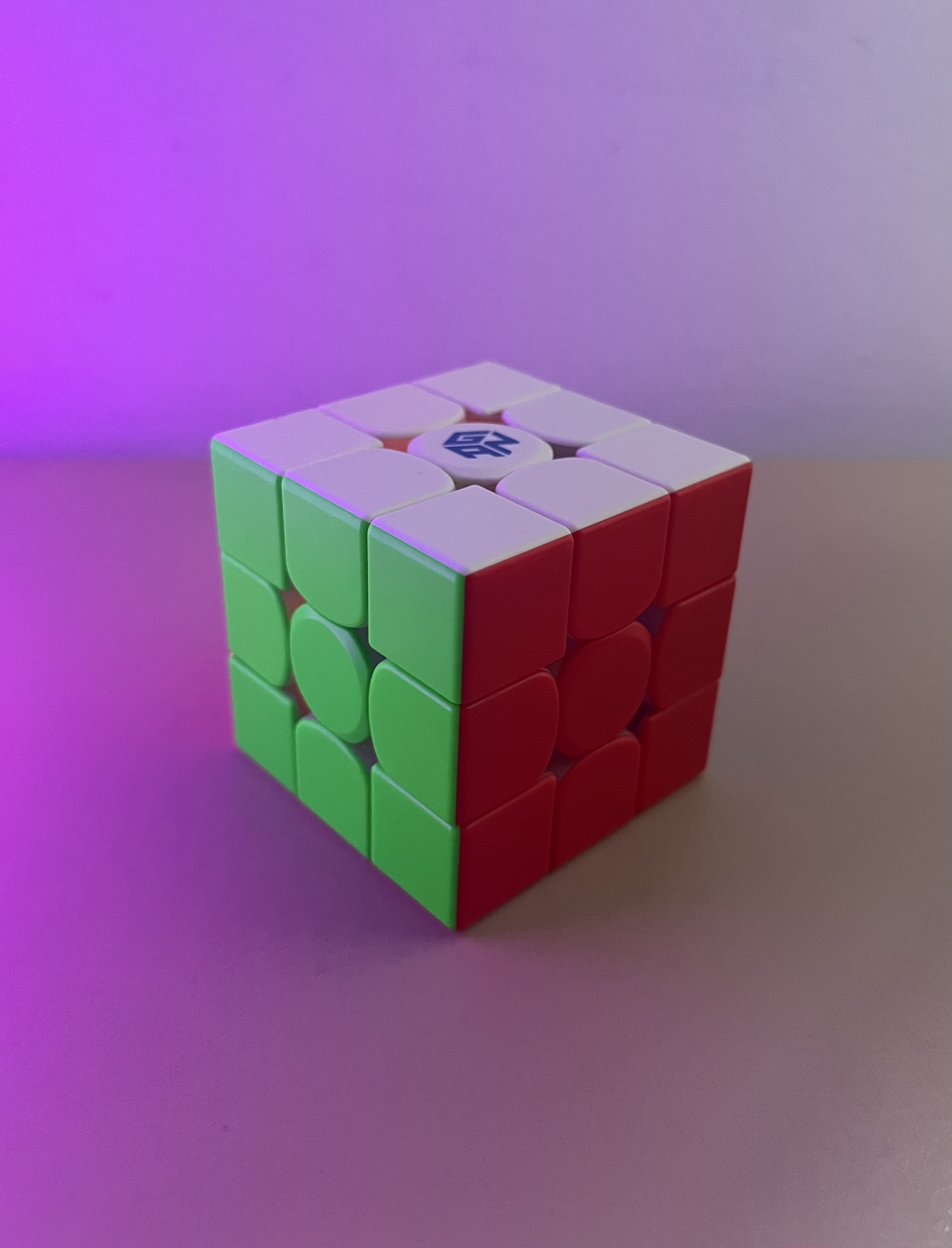
En så kallad "speedcube".

Speedcubing är en sport där målet är att lösa en Rubiks kub så snabbt som möjligt på fem försök där man sedan tar snittet på lösningarna. Speedcubing har många olika grenar där 3x3 är mest utövad, några andra populära grenar är 2x2, 4x4, Pyraminx, Square 1, megaminx och skewb.